# خرسانة رغوية

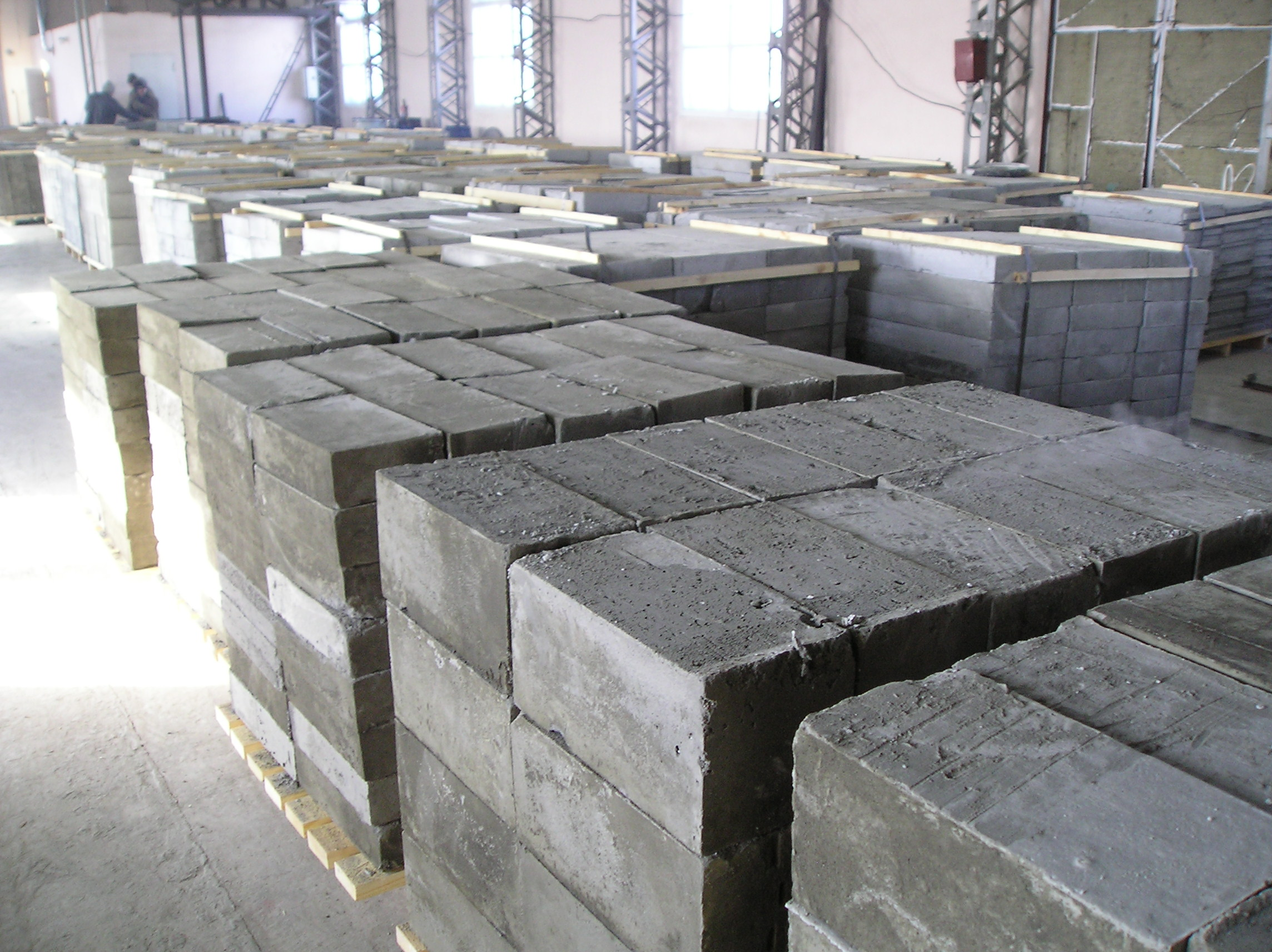
الخرسانة الرغوية.

الخرسانة الرغوية (بالإنجليزية: Foam concrete أو Cellular lightweight concrete) هي نوع من الخرسانة المسامية خفيفة الوزن كثافتها أقل من كثافة الخرسانة العادية. تتكون من الردغة ذات الأساس الاسمنتي، حيث تحتوي على رغوة بنسبة 20% على الأقل (بالحجم) المحتوية على مونة بلاستيكية.
بما أن الركام الخشن لا يُستخدم في الغالب لإنتاج الخرسانة الرغوية، فإن المصطلح الصحيح لوصفها هو المونة بدلاً من الخرسانة، وفي بعض الأحيان يمكن أن تُسمى باسم «الأسمنت الرغوي» بسبب وجود خليط من الأسمنت والرغوة فقط دون وجود أي ركام. تتراوح كثافة الخرسانة الرغوية عادةً من 300 كغم/ متر مكعب إلى 1600 كغم/ متر مكعب. ويتم التحكم بالكثافة عادةً عن طريق استبدال كامل أو جزئي للركام الناعم بالرغوة.

## تاريخ
ظهرت الخرسانة الرغوية لأول مرة في السويد كبراءة اختراع عام 1923 للاستخدام كمادة عازلة. وقد بقي استخدامها محدودًا في هذا المجال إلى عام 1954 عندما تم إجراء مراجعة شاملة بهدف توسيع مجالات استخدامها، حيث استمرت البحوث والدراسات إلى الوقت الحاضر لغرض تحسين نوعيتها وأداءها، وكذلك الآلات الانتاجية اللازمة لإنتاج هذا النوع من الخرسانة وتحسين نوعية وجودة العامل المسبب لحدوث الفقاعات.

## الإنتاج
هناك عدة طرق لإنتاج الخرسانة الرغوية، وتحديدًا الخلايا الهوائية أو الغازية منها:
- استخدام المواد الراغية (Foaming agents)
- إضافة مواد حابسة للهواء (Air entraining agents)
- إحداث تفاعلات كيمياوية مولدة للغازات

## مجالات الاستخدام
للخرسانة الرغوية عدة استخدامات:
- الردم أسفل شبكة التدفئة الأرضية
- عمل طبقات ومدات الميلان الخفيفة. وتستخدم للتسوية والميول وتغطية المواسير في الأسطح
- حواجزالتوقف المستخدمة في المطارات
- عمل الكتل والبلاطات الخفيفة للقواطع والجدران المحملة بسبب قابلية تشغيلها العالية
- كمادة لملء جدران المنازل أو الفجوات الصناعية
- عمل طبقات التسوية والتعمية للأرضيات
- لأغراض العزل الحراري للسطوح بأقل أوزان إضافية
- عمل طبقات تحت الارضية للطرق والجسور
- أعمال تنسيق الحدائق والديكورات الخارجية
- بناء ملاعب التنس أو كرة السلة أو الطائرة أو مضمار الجري
- حقن التربة وتقويتها ومنع انزلاقها
- إعادة بناء المباني القديمة وترميمها بسبب خفة الوزن وسهولة التعامل بها

## وصلات خارجية
- الخرسانة الرغوية - المهندسون المدنيون العرب